# Bolesław Twaróg
Bolesław Twaróg (ur. 13 września 1948 w Siemianowicach Śląskich) – polski polityk, samorządowiec, poseł na Sejm X i I kadencji (1989–1993).

## Życiorys
Ukończył w 1975 Policealne Studium Ekonomiczne w zakresie bezpieczeństwa i higieny pracy. Był zatrudniony w Przedsiębiorstwie Dostaw Materiałów Odlewniczych w Tychach i następnie od 1982 w katowickich Zakładach Inwestycji i Budownictwa Wojewódzkiego Związku Gminnych Spółdzielni „Samopomoc Chłopska”.
W 1980 został członkiem Niezależnego Samorządnego Związku Zawodowego „Solidarność”, po wprowadzeniu stanu wojennego związany z podziemną miejską komisją koordynacyjną w Tychach. W 1989 organizował lokalny Komitet Obywatelski.
W latach 1989–1993 sprawował mandat posła na Sejm X kadencji z ramienia KO (z okręgu tyskiego) oraz I kadencji z listy Porozumienia Obywatelskiego Centrum (z okręgu katowickiego). W 1993 nie ubiegał się o reelekcję. Należał do założycieli Porozumienia Centrum na Śląsku.
Od 1994 do 2002 zasiadał w radzie miasta w Tychach, od 1998 z ramienia Akcji Wyborczej Solidarność, wchodził w skład zarządu miasta. W 2006 ponownie kandydował do samorządu z lokalnego komitetu, nie uzyskując jednak mandatu. Od lat 90. zawodowo związany z Miejskim Zarządem Komunikacji w Tychach. Był jego wicedyrektorem, później objął stanowisko kierownika sekcji.